# Europese kampioenschappen kunstschaatsen 2014

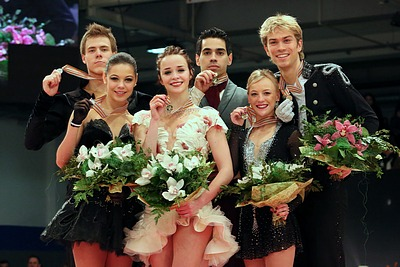
Het podium bij het ijsdansen

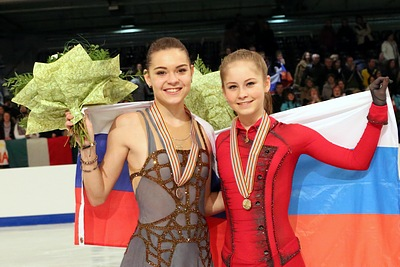
Adelina Sotnikova (links, zilver) en Joelia Lipnitskaja (goud) werden beiden een maand na de EK ook olympisch kampioene

De Europese kampioenschappen kunstschaatsen 2014 waren vier wedstrijden die samen een jaarlijks terugkerend evenement vormden, georganiseerd door de Internationale Schaatsunie (ISU).
Voor de mannen was het de 106e editie, voor de vrouwen en paren de 78e en voor de ijsdansers de 61e editie. De kampioenschappen vonden plaats van 15 tot en met 19 januari in de SYMA Hall in Boedapest, Hongarije. Het was de zevende keer dat een EK-evenement hier plaatsvond, eerder werden de mannentoernooien van 1895 en 1909 (toen nog onderdeel van de dubbelmonarchie Oostenrijk-Hongarije) en de kampioenschappen van 1955, 1963, 1984 en 2004 in Boedapest gehouden.
|           | woensdag 15 januari | donderdag 16 januari | vrijdag 17 januari | zaterdag 18 januari | zondag 19 januari |
| Paren     |                     |                      | korte kür          |                     | vrije kür         |
| IJsdansen | korte kür           | vrije kür            |                    |                     |                   |
| Mannen    |                     | korte kür            |                    | vrije kür           |                   |
| Vrouwen   | korte kür           |                      | vrije kür          |                     |                   |

## Deelnemende landen
Alle Europese ISU-leden hadden het recht om een startplaats per categorie in te vullen. Extra startplaatsen (met een maximum van drie per categorie) zijn verdiend op basis van de eindklasseringen op het EK van 2013.
Voor België nam Jorik Hendrickx voor de vierde keer deel bij de mannen en Kaat Van Daele voor de derde keer bij de vrouwen. Ook de Britse echtgenote van de Belg Kevin Van der Perren, Jenna McCorkell, nam deel aan dit WK. Uit Nederland was Michelle Couwenberg, die voor de tweede keer deelnam, de enige deelnemer.
Deelnemende landen
Er namen deelnemers uit 33 landen deel aan de kampioenschappen. Er werden 121 startplaatsen ingevuld. Het Duitse paar Aliona Savchenko en Robin Szolkowy trok zich terug voor de vrije kür bij het ijsdansen.
(Tussen haakjes het totaal aantal startplaatsen in de vier toernooien.)
| Rusland (12) Italië (10) Duitsland (9) Frankrijk (9) Spanje (6) Verenigd Koninkrijk (6) Oostenrijk (5) Zweden (5) Estland (4) | Israël (4) Oekraïne (4) Tsjechië (4) Wit-Rusland (4) Bulgarije (3) Denemarken (3) Finland (3) Polen (3) Slowakije (3) | Turkije (3) Zwitserland (3) België (2) Georgië (2) Hongarije (2) Litouwen (2) Noorwegen (2) Armenië (1) Azerbeidzjan (1) | Letland (1) Luxemburg (1) Monaco (1) Nederland (1) Roemenië (1) Slovenië (1) |

(Frankrijk vulde de derde startplaats bij de paren niet in en Azerbeidzjan vulde de extra startplaats bij het ijsdansen niet in.)

## Medailleverdeling
Acht van de twaalf kunstschaatsmedailles werden gewonnen door Russische deelnemers. Bij de mannen veroverde de Spanjaard Javier Fernández voor de tweede keer de Europese titel. Voor de Russische kunstschaatsers Sergej Voronov (zilver) en Konstantin Mensjov (brons) was het de eerste medaille op de Europese kampioenschappen.
Bij de vrouwen won de vijftienjarige Russin Joelia Lipnitskaja als jongste kunstschaats(st)er ooit, en direct bij haar debuut, de gouden medaille. Haar landgenote Adelina Sotnikova veroverde voor het tweede jaar op rij zilver. Het brons was voor de Italiaanse Carolina Kostner, voor wie het de negende EK-medaille was. Ze werd tussen 2007 en 2013 vijf keer Europees kampioene en won in 2006 brons en in 2009 en 2011 zilver.
Bij de paren wonnen Tatjana Volosozjar / Maksim Trankov uit Rusland voor het derde jaar op rij de gouden medaille. Voor Trankov was het zijn zesde EK-medaille. Naast het goud van 2012 en 2013 werd hij in 2008 tweede en in 2009 en 2010 derde met Maria Moechortova als partner. Ook het zilver en brons was voor Russische paren. Voor de vijfde keer betraden drie paren uit Rusland het erepodium, ook in 1992, 1994, 2005 en 2012 was dit het geval. Het was de dertiende keer bij de paren dat drie deelnemers uit hetzelfde land op het erepodium plaatsnamen, eerder werd het podium achtmaal door drie vrouwen uit de Sovjet-Unie gevuld. Ksenia Stolbova / Fjodor Klimov (tweede) wonnen na het brons in 2012 hun tweede EK-medaille en Vera Bazarova / Joeri Larionov (derde) na het brons in 2011 en het zilver in 2012 voor de derde maal een medaille op de EK.
Het Italiaanse paar Anna Cappellini / Luca Lanotte veroverde het goud bij het ijsdansen, wat na de bronzen medaille van 2013 tevens hun tweede EK-medaille was. Het duo Jelena Ilinych / Nikita Katsalapov uit Rusland won, na brons in 2012 en zilver in 2013, wederom de zilveren medaille. De bronzen medaille was voor het Britse paar Penny Coomes / Nicholas Buckland, die daarmee ook de eerste EK-medaille veroverde.
| Categorie | Goud                                | Zilver                             | Brons                            |
| --------- | ----------------------------------- | ---------------------------------- | -------------------------------- |
| Mannen    | Javier Fernández                    | Sergej Voronov                     | Konstantin Mensjov               |
| Vrouwen   | Joelia Lipnitskaja                  | Adelina Sotnikova                  | Carolina Kostner                 |
| Paren     | Tatjana Volosozjar / Maksim Trankov | Ksenia Stolbova / Fjodor Klimov    | Vera Bazarova / Joeri Larionov   |
| IJsdansen | Anna Cappellini / Luca Lanotte      | Jelena Ilinych / Nikita Katsalapov | Penny Coomes / Nicholas Buckland |

## Uitslagen
| #                   | naam (deelname)              | land                         | punten | korte kür  | vrije kür   |
| ------------------- | ---------------------------- | ---------------------------- | ------ | ---------- | ----------- |
| Goud                | Javier Fernández (8)         | Vlag van Spanje              | 267.11 | 91.56 (1)  | 175.55 (1)  |
| Zilver              | Sergej Voronov (6)           | Vlag van Rusland             | 252.55 | 85.51 (2)  | 167.04 (2)  |
| Brons               | Konstantin Mensjov (2)       | Vlag van Rusland             | 237.24 | 72.12 (11) | 165.12 (3)  |
| 4                   | Michal Březina (7)           | Vlag van Tsjechië            | 236.98 | 82.80 (5)  | 154.18 (4)  |
| 5                   | Maksim Kovtoen (2)           | Vlag van Rusland             | 232.37 | 83.15 (4)  | 149.22 (5)  |
| 6                   | Peter Liebers (6)            | Vlag van Duitsland           | 225.76 | 77.42 (8)  | 148.34 (7)  |
| 7                   | Tomáš Verner (12)            | Vlag van Tsjechië            | 223.66 | 83.51 (3)  | 140.15 (8)  |
| 8                   | Brian Joubert (13)           | Vlag van Frankrijk           | 221.95 | 73.29 (9)  | 148.66 (6)  |
| 9                   | Jorik Hendrickx (4)          | Vlag van België              | 205.92 | 73.21 (10) | 132.71 (10) |
| 10                  | Oleksij Bytsjenko (3)        | Vlag van Israël              | 203.76 | 68.68 (13) | 135.08 (9)  |
| 11                  | Alexander Majorov (4)        | Vlag van Zweden              | 202.47 | 79.62 (6)  | 122.85 (13) |
| 12                  | Chafik Besseghier (3)        | Vlag van Frankrijk           | 198.07 | 70.85 (12) | 127.22 (12) |
| 13                  | Florent Amodio (4)           | Vlag van Frankrijk           | 190.13 | 78.60 (7)  | 111.53 (20) |
| 14                  | Viktor Pfeifer (8)           | Vlag van Oostenrijk          | 189.06 | 60.89 (16) | 128.17 (11) |
| 15                  | Franz Streubel               | Vlag van Duitsland           | 182.21 | 59.96 (19) | 122.25 (14) |
| 16                  | Kim Lucine (4)               | Vlag van Monaco              | 179.89 | 60.00 (18) | 119.89 (16) |
| 17                  | Stéphane Walker (3)          | Vlag van Zwitserland         | 179.52 | 60.54 (17) | 118.98 (17) |
| 18                  | Javier Raya (3)              | Vlag van Spanje              | 179.37 | 57.13 (20) | 122.24 (15) |
| 19                  | Maciej Chieplucha (5)        | Vlag van Polen               | 179.06 | 65.84 (15) | 113.22 (19) |
| 20                  | Pavel Ignatenko (2)          | Vlag van Wit-Rusland         | 172.08 | 55.99 (22) | 116.09 (18) |
| 21                  | Zoltán Kelemen (8)           | Vlag van Roemenië            | 171.26 | 68.32 (14) | 102.94 (22) |
| 22                  | Yakov Godorozha (2)          | Vlag van Oekraïne            | 158.88 | 57.09 (21) | 101.79 (23) |
| 23                  | Paul Bonifacio Parkinson (2) | Vlag van Italië              | 157.81 | 52.08 (24) | 105.73 (21) |
| 24                  | Viktor Romanenkov (5)        | Vlag van Estland             | 153.66 | 55.43 (23) | 098.23 (24) |
| Finale niet bereikt |                              |                              |        |            |             |
| 25                  | Sondre Oddvoll Bøe           | Vlag van Noorwegen           |        | 49.84 (25) |             |
| 26                  | Marco Klepoch                | Vlag van Slowakije           |        | 49.48 (26) |             |
| 27                  | Matthew Parr (2)             | Vlag van Verenigd Koninkrijk |        | 49.32 (27) |             |
| 28                  | Manol Atanassov (3)          | Vlag van Bulgarije           |        | 49.07 (28) |             |
| 29                  | Valtter Virtanen (3)         | Vlag van Finland             |        | 48.55 (29) |             |
| 30                  | Kristóf Forgó                | Vlag van Hongarije           |        | 47.91 (30) |             |
| 31                  | Justus Strid (4)             | Vlag van Denemarken          |        | 47.05 (31) |             |
| 32                  | Ali Demirboğa (4)            | Vlag van Turkije             |        | 46.56 (32) |             |
| 33                  | Manuel Koll (3)              | Vlag van Oostenrijk          |        | 45.61 (33) |             |
| 34                  | Illya Solomin                | Vlag van Zweden              |        | 44.73 (34) |             |
| 35                  | Sarkis Hajrapetjan           | Vlag van Armenië             |        | 42.90 (35) |             |

| #                   | naam (deelname)          | land                         | punten | korte kür  | vrije kür   |
| ------------------- | ------------------------ | ---------------------------- | ------ | ---------- | ----------- |
| Goud                | Joelia Lipnitskaja       | Vlag van Rusland             | 209.72 | 69.97 (2)  | 139.75 (1)  |
| Zilver              | Adelina Sotnikova (2)    | Vlag van Rusland             | 202.36 | 70.73 (1)  | 131.63 (2)  |
| Brons               | Carolina Kostner (12)    | Vlag van Italië              | 191.39 | 68.97 (3)  | 122.42 (3)  |
| 4                   | Alena Leonova (5)        | Vlag van Rusland             | 178.15 | 64.09 (4)  | 114.06 (5)  |
| 5                   | Maé-Bérénice Méité (4)   | Vlag van Frankrijk           | 173.37 | 58.64 (5)  | 114.73 (4)  |
| 6                   | Valentina Marchei (10)   | Vlag van Italië              | 165.25 | 57.38 (6)  | 107.87 (6)  |
| 7                   | Elena Glebova (8)        | Vlag van Estland             | 155.71 | 54.68 (8)  | 101.03 (7)  |
| 8                   | Nathalie Weinzierl (3)   | Vlag van Duitsland           | 151.88 | 53.02 (10) | 098.86 (8)  |
| 9                   | Joshi Helgesson (3)      | Vlag van Zweden              | 146.45 | 54.25 (9)  | 092.20 (10) |
| 10                  | Elene Gedevanisjvili (9) | Vlag van Georgië             | 141.82 | 54.78 (7)  | 087.04 (13) |
| 11                  | Roberta Rodeghiero (2)   | Vlag van Italië              | 141.25 | 48.52 (15) | 092.73 (9)  |
| 12                  | Juulia Turkkila (4)      | Vlag van Finland             | 140.31 | 50.42 (12) | 089.89 (12) |
| 13                  | Laurine Lecavelier       | Vlag van Frankrijk           | 139.42 | 49.12 (13) | 090.30 (11) |
| 14                  | Viktoria Helgesson (7)   | Vlag van Zweden              | 138.73 | 52.55 (11) | 086.18 (14) |
| 15                  | Eliška Březinová (3)     | Vlag van Tsjechië            | 130.35 | 47.10 (16) | 083.25 (16) |
| 16                  | Isabelle Olsson          | Vlag van Zweden              | 129.39 | 43.97 (22) | 085.42 (15) |
| 17                  | Nicole Rajičová          | Vlag van Slowakije           | 128.25 | 49.00 (14) | 079.25 (18) |
| 18                  | Inga Janulevičiūtė (2)   | Vlag van Litouwen            | 126.20 | 44.24 (21) | 081.96 (17) |
| 19                  | Anne Line Gjersem (3)    | Vlag van Noorwegen           | 125.58 | 46.63 (18) | 078.95 (19) |
| 20                  | Kaat Van Daele (3)       | Vlag van België              | 123.05 | 46.18 (19) | 076.87 (20) |
| 21                  | Agata Kryger             | Vlag van Polen               | 119.52 | 43.59 (23) | 075.93 (21) |
| 22                  | Marta García             | Vlag van Spanje              | 118.11 | 44.61 (20) | 073.50 (22) |
| 23                  | Natalia Popova (4)       | Vlag van Oekraïne            | 112.26 | 47.01 (17) | 065.25 (24) |
| 24                  | Jenna McCorkell (11)     | Vlag van Verenigd Koninkrijk | 110.19 | 39.59 (24) | 070.60 (23) |
| Finale niet bereikt |                          |                              |        |            |             |
| 25                  | Janina Makeenka          | Vlag van Wit-Rusland         |        | 39.44 (25) |             |
| 26                  | Tanja Odermatt           | Vlag van Zwitserland         |        | 39.42 (26) |             |
| 27                  | Daša Grm (2)             | Vlag van Slovenië            |        | 38.52 (27) |             |
| 28                  | Sonia Lafuente (7)       | Vlag van Spanje              |        | 38.43 (28) |             |
| 29                  | Anita Madsen (2)         | Vlag van Denemarken          |        | 38.42 (29) |             |
| 30                  | Ieva Gaile               | Vlag van Letland             |        | 37.83 (30) |             |
| 31                  | Kerstin Frank (4)        | Vlag van Oostenrijk          |        | 37.44 (31) |             |
| 32                  | Michelle Couwenberg (2)  | Vlag van Nederland           |        | 36.72 (32) |             |
| 33                  | Fleur Maxwell (7)        | Vlag van Luxemburg           |        | 36.48 (33) |             |
| 34                  | Sarah Hecken (3)         | Vlag van Duitsland           |        | 35.20 (34) |             |
| 35                  | Danielle Montalbano (4)  | Vlag van Israël              |        | 33.87 (35) |             |
| 36                  | Anna Afonkina (2)        | Vlag van Bulgarije           |        | 31.15 (36) |             |
| 37                  | Sıla Saygı (2)           | Vlag van Turkije             |        | 25.88 (37) |             |

| #                   | naam (deelname)                            | land                         | punten | korte kür  | vrije kür   |
| ------------------- | ------------------------------------------ | ---------------------------- | ------ | ---------- | ----------- |
| Goud                | Tatjana Volosozjar (10) Maksim Trankov (6) | Vlag van Rusland             | 220.38 | 83.98 (1)  | 136.40 (2)  |
| Zilver              | Ksenia Stolbova (3) Fjodor Klimov (3)      | Vlag van Rusland             | 207.98 | 70.90 (4)  | 137.08 (1)  |
| Brons               | Vera Bazarova (4) Joeri Larionov (4)       | Vlag van Rusland             | 201.61 | 71.70 (3)  | 129.91 (3)  |
| 4                   | Stefania Berton (6) Ondřej Hotárek (6)     | Vlag van Italië              | 195.61 | 69.22 (5)  | 126.39 (4)  |
| 5                   | Vanessa James (5) Morgan Ciprès (3)        | Vlag van Frankrijk           | 185.48 | 63.23 (6)  | 122.25 (5)  |
| 6                   | Maylin Hausch (5) Daniel Wende (9)         | Vlag van Duitsland           | 168.32 | 55.19 (8)  | 113.13 (6)  |
| 7                   | Andrea Davidovich Evgeni Krasnopolski (4)  | Vlag van Israël              | 163.93 | 55.32 (7)  | 108.61 (7)  |
| 8                   | Nicole Della Monica (4) Matteo Guarise (2) | Vlag van Italië              | 154.55 | 53.65 (9)  | 100.90 (8)  |
| 9                   | Mari Vartmann (5) Aaron Van Cleave (3)     | Vlag van Duitsland           | 153.21 | 52.40 (10) | 100.81 (9)  |
| 10                  | Natalja Zabijako (2) Aleksandr Zabojev     | Vlag van Estland             | 149.82 | 50.12 (12) | 099.70 (10) |
| 11                  | Daria Popova (3) Bruno Massot (3)          | Vlag van Frankrijk           | 149.36 | 52.36 (11) | 097.00 (11) |
| 12                  | Miriam Ziegler (2) Severin Kiefer (4)      | Vlag van Oostenrijk          | 135.05 | 44.79 (15) | 090.26 (12) |
| 13                  | Stacey Kemp (9) David King (9)             | Vlag van Verenigd Koninkrijk | 130.98 | 43.98 (16) | 087.00 (13) |
| 14                  | Maria Paliakova (3) Nikita Bochkov (2)     | Vlag van Wit-Rusland         | 130.46 | 48.18 (13) | 082.28 (14) |
| 15                  | Amani Fancy Christopher Boyadji            | Vlag van Verenigd Koninkrijk | 127.76 | 47.79 (14) | 079.97 (15) |
| -                   | Aliona Savchenko (12) Robin Szolkowy (10)  | Vlag van Duitsland           |        | 76.76 (2)  | t.z.t.      |
| Finale niet bereikt |                                            |                              |        |            |             |
| 17                  | Alessandra Cernuschi Filippo Ambrosini     | Vlag van Italië              |        | 40.29 (17) |             |
| 18                  | Elizaveta Makarova (3) Leri Kenchadze (3)  | Vlag van Bulgarije           |        | 39.94 (18) |             |
| 19                  | Julia Lavrentieva (2) Yuri Rudyk (2)       | Vlag van Oekraïne            |        | 37.96 (19) |             |
| 20                  | Veronica Grigorieva Aritz Maestu           | Vlag van Spanje              |        | 34.97 (20) |             |

| #                   | naam (deelname)                                | land                         | punten | korte kür  | vrije kür  |
| ------------------- | ---------------------------------------------- | ---------------------------- | ------ | ---------- | ---------- |
| Goud                | Anna Cappellini (7) Luca Lanotte (7)           | Vlag van Italië              | 171.61 | 69.58 (1)  | 102.03 (1) |
| Zilver              | Jelena Ilinych (4) Nikita Katsalapov (4)       | Vlag van Rusland             | 170.51 | 69.54 (2)  | 100.97 (2) |
| Brons               | Penny Coomes (5) Nicholas Buckland (5)         | Vlag van Verenigd Koninkrijk | 158.69 | 61.76 (3)  | 96.93 (3)  |
| 4                   | Viktoria Sinitsina Roeslan Zjigansjin          | Vlag van Rusland             | 153.73 | 60.63 (4)  | 93.10 (4)  |
| 5                   | Jekaterina Riazanova (4) Ilia Tkatsjenko (4)   | Vlag van Rusland             | 150.44 | 60.35 (5)  | 90.09 (5)  |
| 6                   | Julia Zlobina (3) Alexei Sitnikov (3)          | Vlag van Azerbeidzjan        | 147.78 | 59.82 (6)  | 87.96 (6)  |
| 7                   | Nelli Zhiganshina (5) Alexander Gazsi (5)      | Vlag van Duitsland           | 145.37 | 59.79 (7)  | 85.58 (8)  |
| 8                   | Charlène Guignard (3) Marco Fabbri (3)         | Vlag van Italië              | 144.40 | 58.17 (8)  | 86.23 (7)  |
| 9                   | Isabella Tobias (3) Deividas Stagniūnas (6)    | Vlag van Litouwen            | 142.31 | 56.76 (9)  | 85.55 (9)  |
| 10                  | Sara Hurtado (4) Adrià Díaz (4)                | Vlag van Spanje              | 137.58 | 55.21 (11) | 82.37 (11) |
| 11                  | Tanja Kolbe (3) Stefano Caruso (3)             | Vlag van Duitsland           | 137.46 | 53.98 (13) | 83.48 (10) |
| 12                  | Federica Testa (4) Lukáš Csölley (4)           | Vlag van Slowakije           | 136.63 | 54.84 (12) | 81.79 (12) |
| 13                  | Pernelle Carron (8) Lloyd Jones (5)            | Vlag van Frankrijk           | 135.29 | 56.35 (10) | 78.94 (13) |
| 14                  | Irina Shtork (4) Taavi Rand (4)                | Vlag van Estland             | 131.66 | 53.88 (14) | 77.78 (15) |
| 15                  | Gabriella Papadakis Guillaume Cizeron          | Vlag van Frankrijk           | 131.57 | 53.33 (15) | 78.24 (14) |
| 16                  | Justyna Plutowska Peter Gerber                 | Vlag van Polen               | 128.08 | 52.14 (17) | 75.94 (16) |
| 17                  | Alisa Agafonova (3) Alper Uçar (7)             | Vlag van Turkije             | 127.96 | 52.90 (16) | 75.06 (18) |
| 18                  | Laurence Fournier Beaudry Nikolaj Sørensen (2) | Vlag van Denemarken          | 127.51 | 51.92 (18) | 75.59 (17) |
| 19                  | Lorenza Alessandrini (2) Simone Vaturi (2)     | Vlag van Italië              | 121.65 | 50.24 (19) | 71.41 (20) |
| 20                  | Henna Lindholm (3) Ossi Kanervo (3)            | Vlag van Finland             | 121.09 | 48.75 (20) | 72.34 (19) |
| Finale niet bereikt |                                                |                              |        |            |            |
| 21                  | Dóra Turóczi (2) Balázs Major (2)              | Vlag van Hongarije           |        | 46.80 (21) |            |
| 22                  | Ramona Elsener (5) Florian Roost (5)           | Vlag van Zwitserland         |        | 46.36 (22) |            |
| 23                  | Siobhan Heekin-Canedy (4) Dmitri Dun (3)       | Vlag van Oekraïne            |        | 45.84 (23) |            |
| 24                  | Allison Reed (4) Vasili Rogov (3)              | Vlag van Israël              |        | 44.14 (24) |            |
| 25                  | Barbora Silná (5) Juri Kurakin (3)             | Vlag van Oostenrijk          |        | 43.22 (25) |            |
| 26                  | Lucie Myslivečková (4) Neil Brown (3)          | Vlag van Tsjechië            |        | 42.95 (26) |            |
| 27                  | Angelina Telegina (2) Otar Japaridze (4)       | Vlag van Georgië             |        | 42.07 (27) |            |
| 28                  | Viktoria Kavaliova Yurii Bieliaiev             | Vlag van Wit-Rusland         |        | 39.03 (28) |            |
| 29                  | Carter Marie Jones Richard Sharpe              | Vlag van Verenigd Koninkrijk |        | 34.63 (29) |            |

Medaillewinnaars

Mannen · 
Vrouwen ·
Paren · 
IJsdansen

Toernooi

1891 · 
1892 · 
1893 · 
1894 · 
1895 · 
1896-1897 · 
1898 · 
1899 · 
1900 · 
1901 · 
1902-1903 · 
1904 · 
1905 · 
1906 · 
1907 · 
1908 · 
1909 · 
1910 · 
1911 · 
1912 · 
1913 · 
1914 · 
1915-1921 · 
1922 · 
1923 · 
1924 · 
1925 · 
1926 · 
1927 · 
1928 · 
1929 · 
1930 · 
1931 · 
1932 · 
1933 · 
1934 · 
1935 · 
1936 · 
1937 · 
1938 · 
1939 ·
1940-1946 · 
1947 · 
1948 · 
1949 · 
1950 · 
1951 · 
1952 · 
1953 · 
1954 · 
1955 · 
1956 · 
1957 · 
1958 · 
1959 · 
1960 · 
1961 · 
1962 · 
1963 · 
1964 · 
1965 · 
1966 · 
1967 · 
1968 · 
1969 · 
1970 · 
1971 · 
1972 · 
1973 · 
1974 · 
1975 · 
1976 · 
1977 · 
1978 · 
1979 · 
1980 · 
1981 · 
1982 · 
1983 · 
1984 · 
1985 · 
1986 · 
1987 · 
1988 · 
1989 · 
1990 · 
1991 · 
1992 · 
1993 · 
1994 · 
1995 ·
1996 · 
1997 · 
1998 · 
1999 · 
2000 · 
2001 · 
2002 · 
2003 · 
2004 · 
2005 · 
2006 ·
2007 ·
2008 ·
2009 ·
2010 ·
2011 ·
2012 ·
2013 ·
2014 ·
2015 ·
2016 ·
2017 ·
2018 ·
2019 ·
2020 ·
2021 · 
2022 · 
2023 · 
2024 · 
2025

WK kunstschaatsen ·
WK kunstschaatsen junioren ·
Viercontinentenkampioenschap ·
Olympische Spelen